# Giovanni II Corner
Pour les articles homonymes, voir Cornaro et Giovanni Cornaro.
Giovanni II Corner parfois italianisé en Cornaro (né le 4 août 1647 à Venise – mort dans la même ville le 12 août 1722) est un homme politique italien du XVIIIe siècle, qui est le 111e doge de Venise. Élu le 22 mai 1709 pour succéder à Alvise II Mocenigo, son dogat dure jusqu'à sa mort en 1722.
Giovanni Corner est un éminent homme politique, il règne 13 ans pendant lesquels se déroule la dernière guerre contre les Turcs, de 1714 à 1718, qui se termine par le traité de Passarowitz (1718, au cours des négociations, le futur doge Carlo Ruzzini se distingue) et qui engage Venise dans une période de paix qui dure, de manière ininterrompue, jusqu'à la chute de la République en 1797. Il est le second doge de la famille à porter ce prénom, son arrière-grand-père, Giovanni Ier Corner, ayant été doge de 1625 à 1629.

## Biographie
Giovanni Corner est le fils de Federico et de Cornelia Contarini.
Giovanni, qui appartient à une maison riche et puissante, épouse Laura Corner, une parente, augmentant ainsi sa fortune. Grâce à l'influence politique et religieuse (beaucoup de ses parents sont évêques) il peut mener une carrière politique au sein du Conseil majeur (Maggior Consiglio). Sa carrière progresse de manière assez facile en raison des soutiens de sa famille ce qui lui permet d'accomplir une rapide et fructueuse carrière.

### Le dogat
Grâce à ses soutiens, le 22 mai 1709, après la mort d'Alvise II Mocenigo, il réussit à se faire élire doge au premier scrutin (usage désormais fréquent au XVIIIe siècle où les doges ne sont plus élus sur leurs mérites mais en raison de la corruption des électeurs) par 40 voix sur 41.
Pendant son mandat, malgré le désir de Venise de rester en dehors des guerres qui ensanglantent l'Europe au cours de cette période, en 1714, la République est obligée de combattre une nouvelle fois l'Empire ottoman qui tente de pénétrer dans l'Adriatique.
La guerre, qui touche la République alors qu'elle n'est préparée ni politiquement ni militairement, la place rapidement en position difficile et le Péloponnèse ainsi que quelques-unes des plus importantes bases commerciales de la Méditerranée orientale tombent. Les seuls succès importants sont la défense de l'île de Corfou (1715) et le blocage des incursions turques dans la Dalmatie méridionale.
Lors du traité de Passarowitz (1718), la république de Venise se voit traitée comme un acteur marginal mettant en évidence le début du déclin qui se poursuivra jusqu'à sa chute, en 1797.
Pendant son dogat, Cornaro essaie d'assainir l'économie toujours plus déficitaire sans grand succès.
Giovanni II Corner meurt le 12 août 1722 et est enterré dans l'église de San Nicolò dei Tolentini.
Sa femme Laura se retire dans un couvent et meurt en mai 1729.

## Sources
- (it) Cet article est partiellement ou en totalité issu de l’article de Wikipédia en italien intitulé « Giovanni II Corner » (voir la liste des auteurs).